# Fußball – Großes Spiel mit kleinen Helden
Fußball – Großes Spiel mit kleinen Helden (Metegol) ist ein argentinischer 3D-Animationsfilm aus dem Jahr 2013. Der von Universal Pictures vertriebene Film hatte seine Premiere am 18. Juli 2013 in Argentinien, während er in Deutschland am 5. März 2015 anlief.

## Handlung
Joachim ist ein Phänomen beim Tischfußball und verliebt sich in Laura, seine beste Freundin, obwohl er es nie gewagt hat, ihr seine Liebe zu gestehen. Seit er klein war, spielt er Tischfußball in der Bar seines Vaters in einer kleinen Stadt, in der die Zeit reibungslos vergeht. Sein ruhiges Leben endet mit dem Tag, an dem „el Crack“ zurückkehrt, ein junger Mann aus der Stadt, der zum besten Fußballer der Welt wurde. Er will sich für die einzige Niederlage seines Lebens rächen, die er als Kind gegen Joachim beim Tischfußball erlitten hat. Unter der Führung ihres Anführers, des charismatischen Capi, beginnen die Fußballspieler und Joachim ein Abenteuer, um Laura und die Stadt zu retten.

## Synchronisation
| Rolle   | Originalsprecher       | Deutscher Sprecher |
| ------- | ---------------------- | ------------------ |
| Joachim | David Masajnik         | Patrick Baehr      |
| Laura   | Lucía Maciel           | Anja Stadlober     |
| Lino    | Miguel Ángel Rodríguez | Tommy Morgenstern  |
| Basti   | Pablo Rago             | Simon Jäger        |
| Manager | Coco Sily              | Matze Knop         |

## Rezeption
Bei Metacritic hat der Film derzeit eine Bewertung von 38 von 100, basierend auf 5 Kritikern, was auf „allgemein ungünstige Kritiken“ hinweist.

## Einspielergebnis
Das Budget belief sich auf 21 Millionen US-Dollar, der Film spielte an den Kinokassen weltweit über 32,7 Millionen US-Dollar ein.